# Supergirl (Film)
Supergirl ist ein britischer Science-Fiction-Film von Jeannot Szwarc aus dem Jahr 1984. Der Film startete am 22. März 1985 in den deutschen Kinos.

## Handlung
Kara Zor-El lebt in der Stadt Argo City auf dem Planeten Krypton. Ihr Mentor Zaltar erlaubt ihr, mit dem Omegahedron, der Kraftquelle der Stadt, zu spielen. Das Omegahedron entkommt dabei durch einen Unfall und landet auf der Erde. Argo City droht der Untergang. Kara fühlt sich schuldig und folgt deshalb dem Kristall auf die Erde.
Schnell entdeckt Kara, dass sie auf der Erde über übernatürliche Kräfte verfügt und tritt dort – in Anlehnung an ihren Cousin Kal-El – als Supergirl auf. Um ihre außerirdische Herkunft zu verbergen, verwandelt sie sich in das dunkelhaarige Schulmädchen Linda Lee, die Cousine von Clark Kent.
Währenddessen hat die bisher erfolglose Hexe Selena das Omegahedron gefunden und verwendet es für ihre bösen Zwecke. Sie kann damit sehr starke, böse Magie bewirken. Kara beginnt den Kampf gegen sie, verliert aber zunächst, als sie versucht, den mit Liebeszaubern geblendeten Ethan zu retten. Auch der Hexer Nigel, Lindas Freundin Lucy Lane (Schwester von Lois Lane) und der Fotograf Jimmy Olsen geraten in Selenas Fänge.
Es gelingt der Hexe, Kara in die Phantomzone zu verbannen, wo sie auf ihren alten Mentor Zaltar trifft. Den beiden gelingt die Flucht, aber Zaltar stirbt dabei.
Wieder zurück beginnt ein Kampf zwischen Selena und Supergirl, bei dem Selena einen Dämonenschatten beschwört, der aber schließlich sie selbst und ihre Gehilfin Bianca überwältigt und verschwinden lässt.
Ethan hat erkannt, dass Linda in Wahrheit Supergirl ist und verspricht, sie nie zu vergessen und ihre wahre Identität für sich zu behalten. Daraufhin fliegt Kara nach Argo City zurück und erreicht es mit dem Omegahedron gerade noch rechtzeitig, bevor der Stadt die Energie ausgeht.

## Kritiken
Roger Ebert kritisierte in der Chicago Sun-Times, dass der Film sich selbst nicht ernst nehme. Es sei eine „Schande“, denn ein weiblicher Superheld wäre angesagt und Helen Slater besitze die für diese Rolle notwendige Ausstrahlung.
Das Lexikon des internationalen Films schrieb, der Film sei ein „zähflüssiger Aufguß der Comic-Strip-Serie ohne Ansätze von Originalität und Witz“ und biete „platte Unterhaltung mit handelsüblichen Geisterbahneffekten“.

## Auszeichnungen
Helen Slater wurde im Jahr 1985 für den Saturn Award nominiert. Faye Dunaway und Peter O’Toole wurden 1985 für die Goldene Himbeere nominiert.

## Hintergrund
Die Figur der Supergirl beruht auf den Comics von Otto Binder und Al Plastino aus den 1950er Jahren.
Der Film wurde in Manhattan, in Chicago und in Wexham (Buckinghamshire) gedreht. Seine Produktionskosten betrugen schätzungsweise 35 Millionen US-Dollar. Der Film spielte in den Kinos der USA ca. 14,3 Millionen US-Dollar ein.